# Dyrbek
Dyrbek, (Derbak, Dyrbok, Dyrbuk) – potok, prawy dopływ Sanu o długości 10,88 km i powierzchni dorzecza 28 km.
Potok płynie w województwie podkarpackim. Spływa z jednego ze stoków Gór Słonnych w pobliżu Bezmiechowej Górnej i uchodzi do Sanu poniżej Leska, w pobliżu miejscowości Łukawica. Część jego biegu jest chroniona przez Rezerwat przyrody Dyrbek, obejmującego też okoliczne cieki spływające z Gór Słonnych.